# Ahuitzotl (Fabelwesen)

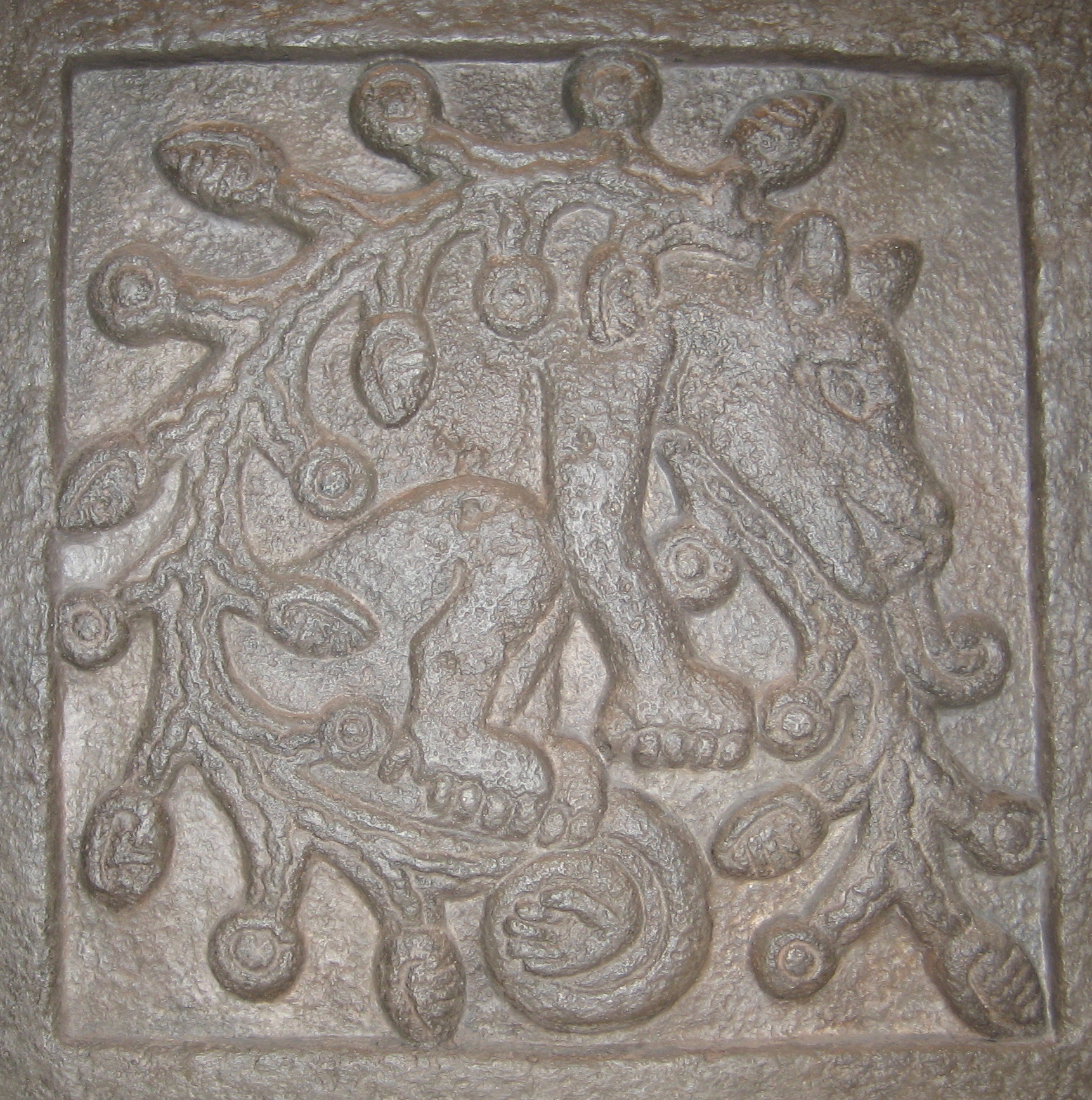
Ein Ahuitzotl auf einer Glyphe aus Tepoztlán

Als Ahuitzotl wird ein Fabelwesen in der Mythologie der Azteken bezeichnet. Der Name kommt aus dem Nahuatl und bedeutet so viel wie „Wasserhund“.
Er sieht aus wie ein kleiner Hund mit schwarzem Fell, kleinen spitzen Ohren und Waschbärenfüßen, am Ende seines Schwanzes befindet sich ein menschenähnliche Hand. Laut der Legende soll Ahuitzotl Menschen mit seinem Schwanz in das Wasser gezogen haben. Er fraß am liebsten Augen, Nägel und Zähne seiner Opfer. Sein Lebensraum sollen Flüsse und Seen sein, deshalb vermutet man, dass die mythologische Figur an einen Otter angelehnt war.
Der Aztekenherrscher Auítzotl hatte seinen Namen vom Fabelwesen Ahuitzotl angenommen, das er als seine Schutzfigur sah.